# Two Sides of the Moon
Two Sides of the Moon ist das einzige Soloalbum von Keith Moon, dem Schlagzeuger von The Who. Das Album erschien im April 1975 bei Polydor. Produziert wurde es anfangs von Mal Evans, gegen Ende von Skip Taylor und John Stronach. Aufgenommen wurde es in den The Record Plant Studios in Los Angeles. Der Originaltitel des Albums war Like a Rat Stuffed up a Pipe, wurde aber von der US-amerikanischen Plattenfirma MCA abgelehnt.
Stücke
1. Crazy Like a Fox (Staehley)
2. Solid Gold (Barclay)
3. Don’t Worry Baby (Wilson-Christian)
4. One Night Stand (Larden)
5. The Kids Are Alright (Pete Townshend)
6. Move over Miss L (John Lennon)
7. Teenage Idol (Lewis)
8. Back Door Sally (John Marascalco)
9. In My Life (John Lennon/Paul McCartney)
10. Together (Harry Nilsson)

Auf dem Album sind Skip Edwards, Jesse Ed Davis, Fanny (Band), Jay Ferguson, Bobby Keys, Howard Kaylan, Jim Keltner, Danny Kootch, Ricky Nelson, Harry Nilsson, Path Quatro, Jimmie Randall, John Sebastian, Ringo Starr, Mark Volman, Klaus Voormann, Joe Walsh und Miguel Ferrer als Musiker zu hören.